# Efemeridi reali
Le Efemeridi reali erano una raccolta diaristica della vita di corte e dei particolari della vita privata di Alessandro Magno, perdute, a parte tre frammenti.

## Composizione e autenticità
Secondo la tradizione, questa sorta di "Diari reali" furono redatti da Eumene di Cardia, peraltro cancelliere del sovrano macedone, e da un altrimenti sconosciuto Diodoto di Eritre. Probabilmente l'opera fu composta al più tardi a partire dall'inizio della campagna d'Asia, nel 334 a.C.
Diversi studiosi, comunque, si sono opposti all'autenticità delle Efemeridi, considerandole falsificazioni tarde, mentre studi più recenti tendono a ritenerle autentiche, anche perché utilizzate da storici seri quali Arriano nella sua Anabasi di Alessandro - laddove Arriano rifiuta storici di Alessandro Magno più romanzeschi, come Clitarco.

## Struttura
Nei diari reali venivano menzionate sia notizie ufficiali che privateː in effetti, nei tre frammenti a noi pervenuti si accenna alle battute di caccia del re, alle sue abitudini simposiali e, soprattutto, viene tramandata la cronistoria della malattia e morte di Alessandro. Un esempio dello stile secco delle Efemeridi è visibile dall'uso della registrazione sulla malattia riprodotta da Plutarco:
Il giorno seguente, dopo il bagno, si è ritirato nella sua camera da letto e ha trascorso la giornata a giocare a dadi con Medio. Poi, sul tardi, ha fatto un bagno, eseguito i suoi sacrifici agli dei, mangiato un po' e ha avuto la febbre per tutta la notte.
Il 20, dopo il bagno, ha fatto l'usuale suo sacrificio; e, mentre riposava in camera da bagno, si è dedicato a Nearco, ascoltando il rapporto del suo viaggio e del grande mare.
Il 21 lo ha trascorso nello stesso modo ed era ancora più infebbrato, e durante la notte si trovava in una situazione grave, e tutto il giorno seguente la sua febbre era molto alta. Così ha dovuto essere spostato con il suo letto a fianco della grande vasca, dove ha conversato con i suoi ufficiali circa i posti vacanti nell'esercito e come avrebbero potuto essere riempiti con uomini esperti.
Il 24 la febbre era violenta e venne sostenuto per eseguire i suoi sacrifici; inoltre, ha ordinato ai suoi ufficiali principali di indugiare nella corte del palazzo e ai comandanti delle divisioni e alle aziende di passare la notte fuori. Egli è stato, poi, condotto al palazzo sull'altro lato del fiume sul far del 25, ed ha ottenuto un po' di riposo, ma la febbre non accennava a diminuire. E quando i suoi comandanti sono venuti al suo capezzale, egli era senza parole, come lo è stato anche il 26; pertanto i macedoni hanno pensato che fosse morto e si sono lamentati con alte grida alle porte del palazzo e hanno minacciato i loro compagni fino a quando tutta l'opposizione è stata calmata; e quando le porte sono state spalancate per loro, il re, uno per uno, li ha salutati tutti lentamente mentre passavano davanti al suo letto. Durante questa giornata, Piton e Seleuco sono stati inviati al tempio di Serapide a chiedere se dovessero portarvi Alessandro; e il dio ha dato loro risposta che lo avrebbero dovuto lasciare dove si trovava.
Il 28 Daesio, verso sera, il re è morto.»
(trad. A. D'Andria)
Da quanto in nostro possesso, dunque, si può dire che queste efemeridi non fossero tanto un giornale di corte e del regno, come ritenuto fino al XIX secolo, quanto, piuttosto, avessero uno scopo più circoscritto, limitandosi a fornire brevi annotazione sulle attività quotidiane del conquistatore macedone. Tuttavia, quanto abbiamo non può essere che un estratto dei diari stessi, compilato forse proprio dall'altrimenti ignoto Diodoto a partire dalle registrazioni più ampie fatte effettuare da Eumene come capo della cancelleria reale, anche perché, come notato da studi recenti, risulta strano che un registro ufficiale avesse un autore.
Ad ogni modo, le Efemeridi risultarono di notevole valore per gli storici che più decisero di focalizzare l'attenzione sugli eventi militari della vita di Alessandro, come Tolomeo I, che, utilizzato da Arriano, ci tramandano, dunque, elementi altrimenti non riprodotti da autori più legati al meraviglioso.